# Stjepan Damjanović
Stjepan Damjanović (Strizivojna, 2. studenog 1946.), hrvatski jezikoslovac, sveučilišni profesor i akademik.

## Životopis
Stjepan Damjanović rođen je u Strizivojni. Po svršetku gimnazije u Požegi 1965. pohađa Filozofski fakultet u Zagrebu. Diplomirao je ruski jezik te južnoslavenske jezike i književnost 1970., te magistirao 1977. temom Vokalizam korizmenjaka Kolunićeva zbornika. Godine 1982. obranio je doktorski rad Interferiranje hrvatskih dijalekata i općeslavenskoga književnoga jezika u hrvatskoglagoljskim tekstovima XV. stoljeća.
Od 1986. do 2017. godine bio je redovni profesor na Filozofskom fakultetu u Zagrebu na Katedri za staroslavenski jezik i hrvatsko glagoljaštvo (Odsjek za kroatistiku). Bio je lektor i gost predavač na sveučilištima u Bochumu, Grazu, Mostaru i Pragu. Glavni tajnik Matice hrvatske bio je od 1999. do 2002., a njezin predsjednik od 2014. do 2018. godine. Redovni član Hrvatske akademije znanosti i umjetnosti je od 2004. godine.

## Djela
Nepotpun popis djela Stjepana Damjanovića.
- Tragom jezika hrvatskih glagoljaša (1984.)[6]
- Opširnost bez površnosti: podsjetnik na život i djelo Vatroslava Jagića (1988.)
- Jedanaest stoljeća nezaborava (1991.) ISBN 8670230321[7]
- Jazik otačaski (1995.) ISBN 9531500355[8]
- Filološki razgovori (2000.) ISBN 9531690464[9]
- Slovo iskona: staroslavenska/starohrvatska čitanka (2002.) ISBN 9531506515[10]
- Mali staroslavensko-hrvatski rječnik (2004.) ISBN 9531505586[11]
- Staroslavenski jezik (2005.) ISBN 9531690952[12]
- Hrvatska pisana kultura (2005.) ISBN 9539665736[13]
- Slavonske teme (2006.) ISBN 9536576252[14]
- Jezik hrvatskih glagoljaša (2008.) ISBN 9789531508575[15]
- Novi filološki prinosi (2014.) ISBN 9789531509725[16]

## Nagrade
- 1991.: Mala plaketa Filozofskoga fakulteta u Zagrebu, za rad u Zagrebačkoj slavističkoj školi
- 1999.: Velika plaketa Filozofskoga fakulteta u Zagrebu, za rad na monografiji Filozofski fakultet u Zagrebu
- 2001.: Nagrada "Ivan i Josip Kozarac" za najbolje znanstveno djelo znanstvenika iz Slavonije, za knjigu Filološki razgovori
- 2004.: Državna nagrada za promidžbu znanosti, za knjigu Slovo iskona

## Vanjske poveznice
Mrežna mjesta
- Stjepan Damjanović, Tri najstarije hrvatske početnice, Hrvatski, 2/2008., Hrčak
- Stjepan Damjanović, Hrvatska ćirilična baština u povijesti hrvatske kulture i njezino mjesto u hrvatskoj filologiji, Filologija 62/2015., Hrčak
- Nenad Bartolčić, Stjepan Damjanović:Vjerujem u sinergiju darovitih i kompetentnih, www.mvinfo.hr, 30. lipnja 2014.
- Tomislav Šovagović, Stjepan Damjanović:Vlastita država je najbolji okvir za napredak, Glas koncila 12/2012., www.glas-koncila.hr